# Myrmecaelurus ghoshi
Myrmecaelurus ghoshi là một loài côn trùng trong họ Myrmeleontidae thuộc bộ Neuroptera. Loài này được Iqbal & Yousuf miêu tả năm 1997.